# Pertate
Pertate (izvirno srbsko Пертате) je naselje v Srbiji, ki upravno spada pod Občino Lebane; slednja pa je del Jablaniškega upravnega okraja.

## Demografija
V naselju živi 1203 polnoletnih prebivalcev, pri čemer je njihova povprečna starost 39,6 let (39,1 pri moških in 40,1 pri ženskah). Naselje ima 374 gospodinjstev, pri čemer je povprečno število članov na gospodinjstvo 4,17.
To naselje je, glede na rezultate popisa iz leta 2002, večinoma srbsko.
|  |

| Demografija | Demografija     | Demografija     |
| Leto        | Št. prebivalcev | Št. prebivalcev |
| ----------- | --------------- | --------------- |
|             |                 |                 |
|             |                 |                 |
|             |                 |                 |
|             |                 |                 |
| 1948        | 1246            |                 |
| 1953        | 1321            |                 |
| 1961        | 1381            |                 |
| 1971        | 1424            |                 |
| 1981        | 1535            |                 |
| 1991        | 1426            | 1387            |
| 2002        | 1617            | 1559            |
|             |                 |                 |

| Etnična sestava po popisu iz leta 2002 | Etnična sestava po popisu iz leta 2002 | Etnična sestava po popisu iz leta 2002 | Etnična sestava po popisu iz leta 2002 | Etnična sestava po popisu iz leta 2002 |
| -------------------------------------- | -------------------------------------- | -------------------------------------- | -------------------------------------- | -------------------------------------- |
| Srbi                                   | Srbi                                   |                                        | 1.404                                  | 90,05%                                 |
| Romi                                   | Romi                                   |                                        | 149                                    | 9,55%                                  |
| Makedonci                              | Makedonci                              |                                        | 3                                      | 0,19%                                  |
| Jugoslovani                            | Jugoslovani                            |                                        | 1                                      | 0,06%                                  |
| Neznano                                | Neznano                                |                                        | 1                                      | 0,06%                                  |